# Munka-Ljungby
Munka-Ljungby est une localité suédoise dans la commune d'Ängelholm en Scanie.
Sa population était de 3414 habitants en 2019. 